# Collège des Dix-Huit
Le collège des Dix-Huit est un des plus anciens collèges de l'ancienne université de Paris.

## Histoire
Il fut fondé par un Anglais du nom de Josse en 1180 pour 18 boursiers près de Notre-Dame. Il fut ensuite transféré dans les bâtiments du collège de Calvy près du collège de Sorbonne.
Il bordait le côté Sud de la rue des Poirées.

## Texte fondateur
"Nous, Barbedor, doyen de l'église de Paris et tout le chapitre de la même église, nous voulons que soit connu de tous, tant présents qu'à venir, que, lorsque messire Josse de Londres est revenu de Jérusalem, ayant considéré avec la plus soigneuse dévotion l'assistance qui est portée aux pauvres et aux malades dans l'hôpital de la bienheureuse Marie de Paris, il vit là une chambre dans laquelle selon un vieil usage étaient hébergés les pauvres clercs et, sur notre conseil et celui de maître Hilduin, chancelier de Paris, alors procureur du même lieu, il en fit l'acquisition à perpétuité pour le prix de 52 livres auprès des procureurs de la même maison pour l'usage desdits clercs, sous cette condition que les procureurs de celle-ci fourniraient à titre perpétuel à 18 clercs écoliers des lits convenables et chaque mois douze deniers pris sur les aumônes qui sont recueillies dans le coffre. En contrepartie, lesdits clercs devront à tour de rôle porter la croix et l'eau bénite devant les corps des personnes décédées dans la même maison et célébrer chaque nuit sept psaumes de pénitence et les prières dues et instituées anciennement. Afin que ces dispositions demeurent fermes et stables, ledit Josse a obtenu que cette charte de notre institution soit faite par lesdits clercs et a demandé qu'elle soit confirmée par l'impression au bas de notre sceau. Fait publiquement à Paris, en notre chapitre, l'an de l'Incarnation du Seigneur 1180. "
Il fut détruit lors de la reconstruction du collège de Sorbonne.